# بخش مرکزی شهرستان خوانسار
بخش مرکزی شهرستان خوانسار تنها بخش شهرستان خوانسار در استان اصفهان ایران است.

## تقسیمات کشوری
- بخش مرکزی شهرستان خوانسار 
  - دهستان گلسار
  - دهستان چشمه سار
  - دهستان کوهسار

شهرها : خوانسار ، ویست

## جمعیت
براساس سرشماری عمومی نفوس و مسکن در سال ۱۳۹۵، جمعیت بخش مرکزی شهرستان خوانسار برابر با ۳۳،۰۴۹ نفر بوده‌است.